# Georg Lorenz (Journalist)
Georg Lorenz (* 10. April 1897 in Pasing; † 3. Januar 1958 in München) war ein deutscher Journalist.
Lorenz ließ sich nach dem Besuch eines Gymnasiums in einer Lebensmittelfabrik zum Kaufmann ausbilden. Als Soldat im Ersten Weltkrieg wurde er verwundet. Später ließ er sich auf einer Arbeiterhochschule fortbilden und war Redakteur beim Depeschenbüro Herold und beim Sozialdemokratischen Landtagspressedienst München, dort war er später Stellvertreter des Chefredakteurs. Ebenfalls gehörte er als Abgeordneter der SPD dem Stadtrat von Pasing an. 1933 wurde er verhaftet und im KZ Dachau inhaftiert, später wurde er noch weitere Male verhaftet. Im Zweiten Weltkrieg war er Soldat und Funker. 1945 war er Mitbegründer der Süddeutschen Zeitung. Im April 1946 wurde er Lizenzträger und Chefredakteur des Hochland-Boten in Garmisch-Partenkirchen, wo er auch wohnhaft war. Lorenz gehörte außerdem dem Vorstand des Verbandes der Berufsjournalisten in Bayern an und war Präsident der Deutschen Friedensgesellschaft. Am 4. Dezember 1947 gehörte er zu den Gründungsmitgliedern des Bayerischen Senats und war an diesem Tag Interims-Schriftführer. Er vertrat die Gruppe der Freien Berufe bis Ende 1949.